# Mundialito de El Porvenir
Para otras versiones de nombre similar véase Mundialito
El Mundialito de El Porvenir, llamado también el Mundialito de La Victoria, es un torneo de fútbol callejero organizado de manera anual en el distrito de La Victoria, en la ciudad de Lima, capital del Perú. El campeonato nació luego de que el entusiasmo por el Mundial de fútbol de 1950 inspirara a los victorianos Emilio Chávez (Cheme), Mario Chávez y Jorge Falla Martínez, quienes decidieron organizar un campeonato de fútbol en las calles de la cuadra 6 de la prolongación Parinacochas. En el primer torneo participaron 8 equipos, Jorge Falla fue el árbitro de la final, y Defensor Leoncio Prado fue el ganador. El campeón en esa ocasión se llevó como premio la pelota con la que se disputó el campeonato.
El primer mundialito, jugado a principios de la década de 1950, estuvo marcado por persecuciones policiales, pues durante el gobierno de Manuel A. Odría estaba prohibido jugar fútbol en las calles. Esta situación duró hasta 1960, cuando el torneo fue reconocido por la Prefectura de Lima, lo que significaba que en adelante la Policía Nacional garantizaría el orden y la seguridad durante el campeonato.
Los primeros mundialitos se jugaban con ocho equipos, pero con el paso de los años el número de participantes fue en aumento hasta registrar incluso más de cien equipos. Las rondas eliminatorias surgieron como una necesidad y se jugaban los domingos previos al evento principal que solo acogía dieciséis equipos y que se jugaba el 1 de mayo de cada año. Para la edición número 30 (1980) se inscribieron hasta 800 equipos.
En 1976, se fundó la Asociación Cultural Vecinal y Deportiva El Porvenir que tuvo como primer presidente a Carlos Laynes, y que se encargó a partir de 1978 de organizar los campeonatos. Posterior a sus inicios en 1951, el encargado de la organización del campeonato había sido el Club Defensor El Porvenir. Esto cambió por problemas internos dentro de la asociación, así nació la Asociación Cultural Vecinal y Deportiva Mundialito de El Porvenir que es la actual encargada de organizar el torneo. 
Varios futbolistas profesionales y más tarde seleccionados nacionales, jugaron en este torneo cuando eran jóvenes. Hugo Sotil, Julio Baylón y Teófilo Cubillas jugaron para Laboratorio Drowa en 1966. Luis La Fuente, William Huapaya, Arturo Bisetti, Percy Gómez, Christian Cueva, Waldir Sáenz, Guillermo Salas, Wenceslao Fernández, Roberto Holsen, Ernesto Guillen y Amilton Prado también jugaron en este torneo.

## Sistema de competición
En la edición inaugural en la que el torneo contó apenas con 8 equipos, todo empezó con cuatro llaves de cuartos de final, posteriormente las semifinales y la final.  
A partir de la segunda edición, y con la inscripción de más equipos, el torneo adoptó una fase previa y un evento final. En la fase previa todos los equipos participantes se emparejan en diversas rondas y llaves, para finalmente dar 14 equipos clasificados al evento final del 1 de mayo. El campeón de la edición anterior y el campeón de la Copa Panemericana de Futsal (otro torneo de barrio) se clasifican directamente al evento final. Cada 1 de mayo, el evento final empieza con los partidos de octavos de final y prosigue con los de cuartos de final, finalmente se juegan las semifinales y por último la gran final.
Los partidos de las rondas de clasficicación no se juegan en la calle, en su lugar se juegan en canchas de futsal de concreto cercanas. Solo el evento final se juega en la calle de la cuadra 6 del jirón Parinacochas. Para ello, cada 1 de mayo, el jirón se cierra desde el jirón Alexandre Von Humbolt hasta el jirón Hipólito Unánue (toda la cuadra 6).
|                  | Equipos que entran en esta ronda                                                              | Equipos provenientes de la ronda anterior     | Total |
| ---------------- | --------------------------------------------------------------------------------------------- | --------------------------------------------- | ----- |
| Rondas previas   | variado                                                                                       | 0                                             | -     |
| Evento final     |                                                                                               |                                               |       |
| Octavos de final | 2 equipos: - El campeón de la edición anterior - El campeón de la Copa Panemericana de Futsal | 14 equipos clasificados de las rondas previas | 16    |
| Cuartos de final |                                                                                               | 8 ganadores de los octavos de final           | 8     |
| Semifinales      |                                                                                               | 4 ganadores de los cuartos de final           | 4     |
| Final            |                                                                                               | 2 ganadores de las semifinales                | 2     |

### Reglas de juego
Aunque en sus inicios algunas ediciones se jugaban con equipos de 7 jugadores, en la actualidad los equipos solo tienen 5 jugadores, aunque pueden realizar un número ilimitado de cambios. Cada partido se juega en dos tiempos de 20 minutos y en caso de empate no hay prórroga, sino que se aplican los siguientes criterios de desempate: 
1. Gana el equipo con el mayor número de córneres.
2. Gana el equipo con el menor número de faltas cometidas.
3. Gana el equipo con el mayor número de saques laterales.
4. Definición en tandas de 3 penales.

## Lista de campeones
Jugado de manera continua desde 1951. El primer campeón fue el club Defensor Leoncio Prado y el equipo más exitoso es el club Cebada y Humo que ha ganado el torneo en 8 ocasiones.
| - 1951: Defensor Leoncio Prado (1) - 1952: desconocido - 1953: desconocido - 1954: desconocido - 1955: desconocido - 1956: desconocido - 1957: desconocido - 1958: desconocido - 1959: desconocido - 1960: desconocido - 1961: desconocido - 1962: Sacachispas Bolognesi (1) - 1963: desconocido - 1964: desconocido - 1965: Defensor El Porvenir (1) - 1966: Laboratorios Drowa (1) - 1967: desconocido - 1968: desconocido - 1969: Laboratorios Drowa (2) - 1970: desconocido - 1971: desconocido - 1972: Manuel Cisneros Sicaya (1) - 1973: Laboratorios Yuri (1) - 1974: Manuel Cisneros Sicaya (2) - 1975: Carlos A. Montoya (1) | - 1976: Galaxia Apolo (1) - 1977: Galaxia Apolo (2) - 1978: Galaxia Apolo (3) - 1979: Deportivo Perú (1) - 1980: Baterías Huarcaya (1) - 1981: Baterías Huarcaya (2) - 1982: Baterías Huarcaya (3) - 1983: INCOMSA (1) - 1984: Transportes Baca (1) - 1985: Baterías Huarcaya (4) - 1986: Cultural Enriqueta (1) - 1987: Baterías Huarcaya (5) - 1988: Expreso Nor Pacífico (1) - 1989: Deportivo Amazónico (1) - 1990: Vidriería El Porvenir-Tomás Farfán (1) - 1991: Vidriería El Porvenir-Tomás Farfán (2) - 1992: Junior Import (1) - 1993: Junior Import-Vision Seyki (2) - 1994: Junior Import-Vision Seyki (3) - 1995: Camal de Yerbateros (1) - 1996: Deportivo Liverpool (1) - 1997: Mercado Mayorista (1) - 1998: Cebada y Humo (1) - 1999: Avelino Barrionuevo (1) - 2000: Cebada y Humo (2) | - 2001: Agustito Emanuel (1) - 2002: Agustito Emanuel (2) - 2003: Agustito Emanuel (3) - 2004: Cartonería Vílchez (1) - 2005: Cebada y Humo (3) - 2006: Vidriería Milagros (1) - 2007: UVA San Luis (1) - 2008: Cebada y Humo (4) - 2009: Íntimos de Manzanilla (1) - 2010: Cebada y Humo (5) - 2011: Cebada y Humo (6) - 2012: Confesiones Yorelly (1) - 2013: Mi Barrunto (1) - 2014: Porvenir Grone (1) - 2015: Sr. de los Milagros de Apolo (1) - 2016: La Cachina Forever (1) - 2017: Purito Barrios Altos (1) - 2018: Cebada y Humo (7) - 2019: Cebada y Humo (8) - 2020: no se realizó - 2021: no se realizó - 2022: Íntimos de Atusparia (1) - 2023: El Cartel de Villa (1) - 2024: Purito Porvenir (1) |

| \| Ed. \| Año \| Campeón \| Resultado \| Subcampeón \| Semifinalistas \| Equipos \| Notas extras \| \| ---------------------------------------------------------- \| ------------ \| ------------------------------- \| --------- \| --------------------------------------- \| ------------------------------------ \| ------- \| -------------------------------------------------------------------------------------------------------------------------------------------------------------------------- \| \| 1 \| 1951 \| Defensor Leoncio Prado \| – \| \| \| 8 \| Edición inaugural \| \| 2 \| 1952 \| \| – \| \| \| \| \| \| 3 \| 1953 \| \| – \| \| \| \| \| \| 4 \| 1954 \| \| – \| \| \| \| \| \| 5 \| 1955 \| \| – \| \| \| \| \| \| 6 \| 1956 \| \| – \| \| \| \| \| \| 7 \| 1957 \| \| – \| \| \| \| \| \| 8 \| 1958 \| \| – \| \| \| \| \| \| 9 \| 1959 \| \| – \| \| \| \| \| \| 10 \| 1960 \| \| – \| \| \| \| \| \| 11 \| 1961 \| \| – \| \| \| \| \| \| 12 \| 1962 \| Sacachispas Bolognesi \| – \| \| \| \| \| \| 13 \| 1963 \| \| – \| \| \| \| \| \| 14 \| 1964 \| \| – \| \| \| \| \| \| 15 \| 1965[14] \| Defensor El Porvenir \| – \| Mariscal Castilla \| Satélite, Sacachispas \| \| Llamada Copa Correo \| \| 16 \| 1966 \| Laboratorios Drowa \| – \| \| \| \| Participación de Hugo Sotil, Julio Baylón y Teófilo Cubillas en Laboratorio Drowa \| \| 17 \| 1967 \| \| – \| \| \| \| \| \| 18 \| 1968 \| \| – \| \| \| \| \| \| 19 \| 1969 \| Laboratorios Drowa \| 3 – 1 \| Sport La Toscana \| Cultural Bolognesi, Defensor Gloria \| \| \| \| 20 \| 1970 \| \| – \| \| \| \| \| \| 21 \| 1971 \| \| – \| \| \| \| \| \| 22 \| 1972 \| Manuel Cisneros \| – \| \| \| \| \| \| 23 \| 1973 \| Laboratorios Yuri \| – \| \| \| \| \| \| 24 \| 1974 \| Manuel Cisneros \| – \| \| \| \| \| \| 25 \| 1975 \| Carlos A. Montoya \| – \| \| \| \| \| \| 26 \| 1976 \| Galaxia Apolo \| – \| \| \| \| \| \| 27 \| 1977 \| Galaxia Apolo \| – \| \| \| \| \| \| 28 \| 1978 \| Galaxia Apolo \| – \| \| \| \| Empieza a ser organizado por la A. C. V. D. El Porvenir \| \| 29 \| 1979[15] \| Deportivo Perú \| 3 – 0 \| Vision Seyki \| \| \| \| \| 30 \| 1980 \| Baterías Huarcaya \| – \| \| \| 800 \| Participación de Rodolfo Quijaite en Baterías Huarcaya \| \| 31 \| 1981 \| Baterías Huarcaya \| – \| \| \| \| Participación de Rodolfo Quijaite en Baterías Huarcaya \| \| 32 \| 1982 \| Baterías Huarcaya \| – \| \| \| \| Participación de Rodolfo Quijaite en Baterías Huarcaya \| \| 33 \| 1983 \| INCOMSA \| 1 – 0 \| Transportes Vaca \| \| \| \| \| 34 \| 1984[16] \| Transportes Baca \| 2 – 1 \| IPAE \| \| \| Ganador en tiempo extra \| \| 35 \| 1985 \| Baterías Huarcaya \| – \| \| \| \| \| \| 36 \| 1986 \| Cultural Enriqueta \| – \| \| \| \| \| \| 37 \| 1987 \| Baterías Huarcaya \| – \| \| \| \| \| \| 38 \| 1988 \| Expreso Nor Pacífico \| – \| \| \| \| \| \| 39 \| 1989[17] \| Deportivo Amazónico \| – \| A. J. I. \| \| \| \| \| 40 \| 1990 \| Vidriería Porvenir/Tomás Farfán \| – \| \| \| \| \| \| 41 \| 1991 \| Vidriería Porvenir/Tomás Farfán \| – \| \| \| \| \| \| 42 \| 1992 \| Junior Import \| – \| \| \| \| \| \| 43 \| 1993[18] \| Junior Import/Vision Seyki \| – \| \| \| \| \| \| 44 \| 1994[18] \| Junior Import/Vision Seyki \| 1 – 0 \| Sebastián Baranca \| Camisas San Antoni Los Chancas \| \| Auspiciado por Ojo \| \| 45 \| 1995 \| Camal de Yerbateros \| – \| \| \| \| \| \| 46 \| 1996 \| Deportivo Liverpool \| – \| A. J. I. \| \| \| \| \| 47 \| 1997 \| Mercado Mayorista \| – \| \| \| \| \| \| 48 \| 1998 \| Cebada y Humo \| – \| \| \| \| \| \| 49 \| 1999 \| Avelino Barrionuevo \| – \| \| \| \| \| \| 50 \| 2000 \| Cebada y Humo \| – \| \| \| \| \| \| 51 \| 2001 \| Agustito Emanuel \| – \| \| \| \| En conmemoración de Gustavo Mohme Llona \| \| 52 \| 2002 \| Agustito Emanuel \| 0 – 0 \| Mercado Mayorista \| \| \| Ganó 2 - 1 en penales \| \| 53 \| 2003 \| Agustito Emanuel \| – \| \| \| \| \| \| 54 \| 2004 \| Cartonería Vílchez \| – \| Cebada y Humo \| \| \| En conmemoración de Julio Baylón Aragonés \| \| 55 \| 2005 \| Cebada y Humo \| 2 – 0 \| Metales Alexander/Vidriería El Porvenir \| \| \| En conmemoración de Adrián Benavides Moya. \| \| 56 \| 2006 \| Vidriería Milagros \| – \| \| Richard Car - Falcón \| \| \| \| 57 \| 2007[19] \| UVA San Luis \| – \| \| \| \| \| \| 58 \| 2008[20] \| Cebada y Humo \| 0 – 0 \| UVA Íntimos \| \| \| Gana por cometer menos faltas \| \| 59 \| 2009[b] \| Íntimos de Manzanilla \| 3 – 2 \| A. J. I. \| \| \| \| \| 60 \| 2010[21] \| Cebada y Humo \| 1 – 0 \| Purito Barrios Altos \| \| \| Participación de Christian Cueva en Grecia Nocheto \| \| 61 \| 2011[21] \| Cebada y Humo \| 2 – 0 \| La Cachina Amigos Unidos \| \| \| \| \| 62 \| 2012[21] \| Confecciones Yorelly \| – \| Baterías Lato/Los Cachorros \| \| 58 \| Final no disputada por falta de garantías. Auspiciado por Global TV \| \| 63 \| 2013[21] \| Mi Barrunto \| 1 – 0 \| Los Cachorros \| \| \| Partido suspendido con el marcador 1 - 0 luego de que jugadores e hinchas de Los Cachorros reclamarán un penal no cobrado por el árbitro. \| \| 64 \| 2014[21] \| Porvenir Grone \| 1 – 1 \| Mi Barrrunto \| \| \| Partido suspendido luego del empate de Porvenir Grone. Gana por tener menos faltas. Participación de Juan Carlos Guzmán, Roberto Holsen y Miguel Llanos en Porvenir Grone. \| \| 65 \| 2015[23] \| Sr. Milagros de Apolo \| 0 – 0 \| Divino Maestro Cachorro \| \| \| Gana por tener más córneres \| \| 66 \| 2016[24] \| La Cachina Forever \| 0 – 0 \| Purito Barrios Altos \| \| \| Gana por cometer menos faltas \| \| 67 \| 2017[25] \| Purito Barrios Altos \| 0 – 0 \| Deportivo Manzanilla \| \| \| Gana por tener más córneres \| \| 68 \| 2018[26] \| Cebada y Humo \| 4 – 0 \| Porvenir Grone \| Los Cachorros \| 116 \| Participación de Amilton Prado en Porvenir Grone.[27] Denominada Copa Daniel Peredo. \| \| 69 \| 2019[30] \| Cebada y Humo \| 0 – 0 \| Los Cachorros \| San Cosme Los Íntimos de Atusparia \| \| Gana por cometer menos faltas \| \| 2020, 2021: suspendido por la pandemia de COVID-19 en Perú \| \| \| \| \| \| \| \| \| 70 \| 2022[11][31] \| Íntimos de Atusparia \| 1 – 0 \| Cebada y Humo \| Sport Arellano Sport Chino Yufra \| \| Gana en tiempo extra. \| \| 71 \| 2023 \| El Cartel de Villa \| 2 – 1 \| Purito El Porvenir \| Los Rodríguez de Nocheto Ninguno[32] \| \| \| |      |                                 |           |                                         |                                     |         | |
| Ed. | Año  | Campeón                         | Resultado | Subcampeón                              | Semifinalistas                      | Equipos | Notas extras |
| 1 | 1951 | Defensor Leoncio Prado          | –         |                                         |                                     | 8       | Edición inaugural |
| 2 | 1952 |                                 | –         |                                         |                                     |         | |
| 3 | 1953 |                                 | –         |                                         |                                     |         | |
| 4 | 1954 |                                 | –         |                                         |                                     |         | |
| 5 | 1955 |                                 | –         |                                         |                                     |         | |
| 6 | 1956 |                                 | –         |                                         |                                     |         | |
| 7 | 1957 |                                 | –         |                                         |                                     |         | |
| 8 | 1958 |                                 | –         |                                         |                                     |         | |
| 9 | 1959 |                                 | –         |                                         |                                     |         | |
| 10 | 1960 |                                 | –         |                                         |                                     |         | |
| 11 | 1961 |                                 | –         |                                         |                                     |         | |
| 12 | 1962 | Sacachispas Bolognesi           | –         |                                         |                                     |         | |
| 13 | 1963 |                                 | –         |                                         |                                     |         | |
| 14 | 1964 |                                 | –         |                                         |                                     |         | |
| 15 | 1965 | Defensor El Porvenir            | –         | Mariscal Castilla                       | Satélite, Sacachispas               |         | Llamada Copa Correo |
| 16 | 1966 | Laboratorios Drowa              | –         |                                         |                                     |         | Participación de Hugo Sotil, Julio Baylón y Teófilo Cubillas en Laboratorio Drowa                                                                                          |
| 17 | 1967 |                                 | –         |                                         |                                     |         | |
| 18 | 1968 |                                 | –         |                                         |                                     |         | |
| 19 | 1969 | Laboratorios Drowa              | 3 – 1     | Sport La Toscana                        | Cultural Bolognesi, Defensor Gloria |         | |
| 20 | 1970 |                                 | –         |                                         |                                     |         | |
| 21 | 1971 |                                 | –         |                                         |                                     |         | |
| 22 | 1972 | Manuel Cisneros                 | –         |                                         |                                     |         | |
| 23 | 1973 | Laboratorios Yuri               | –         |                                         |                                     |         | |
| 24 | 1974 | Manuel Cisneros                 | –         |                                         |                                     |         | |
| 25 | 1975 | Carlos A. Montoya               | –         |                                         |                                     |         | |
| 26 | 1976 | Galaxia Apolo                   | –         |                                         |                                     |         | |
| 27 | 1977 | Galaxia Apolo                   | –         |                                         |                                     |         | |
| 28 | 1978 | Galaxia Apolo                   | –         |                                         |                                     |         | Empieza a ser organizado por la A. C. V. D. El Porvenir |
| 29 | 1979 | Deportivo Perú                  | 3 – 0     | Vision Seyki                            |                                     |         | |
| 30 | 1980 | Baterías Huarcaya               | –         |                                         |                                     | 800     | Participación de Rodolfo Quijaite en Baterías Huarcaya |
| 31 | 1981 | Baterías Huarcaya               | –         |                                         |                                     |         | Participación de Rodolfo Quijaite en Baterías Huarcaya |
| 32 | 1982 | Baterías Huarcaya               | –         |                                         |                                     |         | Participación de Rodolfo Quijaite en Baterías Huarcaya |
| 33 | 1983 | INCOMSA                         | 1 – 0     | Transportes Vaca                        |                                     |         | |
| 34 | 1984 | Transportes Baca                | 2 – 1     | IPAE                                    |                                     |         | Ganador en tiempo extra |
| 35 | 1985 | Baterías Huarcaya               | –         |                                         |                                     |         | |
| 36 | 1986 | Cultural Enriqueta              | –         |                                         |                                     |         | |
| 37 | 1987 | Baterías Huarcaya               | –         |                                         |                                     |         | |
| 38 | 1988 | Expreso Nor Pacífico            | –         |                                         |                                     |         | |
| 39 | 1989 | Deportivo Amazónico             | –         | A. J. I.                                |                                     |         | |
| 40 | 1990 | Vidriería Porvenir/Tomás Farfán | –         |                                         |                                     |         | |
| 41 | 1991 | Vidriería Porvenir/Tomás Farfán | –         |                                         |                                     |         | |
| 42 | 1992 | Junior Import                   | –         |                                         |                                     |         | |
| 43 | 1993 | Junior Import/Vision Seyki      | –         |                                         |                                     |         | |
| 44 | 1994 | Junior Import/Vision Seyki      | 1 – 0     | Sebastián Baranca                       | Camisas San Antoni Los Chancas      |         | Auspiciado por Ojo |
| 45 | 1995 | Camal de Yerbateros             | –         |                                         |                                     |         | |
| 46 | 1996 | Deportivo Liverpool             | –         | A. J. I.                                |                                     |         | |
| 47 | 1997 | Mercado Mayorista               | –         |                                         |                                     |         | |
| 48 | 1998 | Cebada y Humo                   | –         |                                         |                                     |         | |
| 49 | 1999 | Avelino Barrionuevo             | –         |                                         |                                     |         | |
| 50 | 2000 | Cebada y Humo                   | –         |                                         |                                     |         | |
| 51 | 2001 | Agustito Emanuel                | –         |                                         |                                     |         | En conmemoración de Gustavo Mohme Llona |
| 52 | 2002 | Agustito Emanuel                | 0 – 0     | Mercado Mayorista                       |                                     |         | Ganó 2 - 1 en penales |
| 53 | 2003 | Agustito Emanuel                | –         |                                         |                                     |         | |
| 54 | 2004 | Cartonería Vílchez              | –         | Cebada y Humo                           |                                     |         | En conmemoración de Julio Baylón Aragonés |
| 55 | 2005 | Cebada y Humo                   | 2 – 0     | Metales Alexander/Vidriería El Porvenir |                                     |         | En conmemoración de Adrián Benavides Moya. |
| 56 | 2006 | Vidriería Milagros              | –         |                                         | Richard Car - Falcón                |         | |
| 57 | 2007 | UVA San Luis                    | –         |                                         |                                     |         | |
| 58 | 2008 | Cebada y Humo                   | 0 – 0     | UVA Íntimos                             |                                     |         | Gana por cometer menos faltas |
| 59 | 2009 | Íntimos de Manzanilla           | 3 – 2     | A. J. I.                                |                                     |         | |
| 60 | 2010 | Cebada y Humo                   | 1 – 0     | Purito Barrios Altos                    |                                     |         | Participación de Christian Cueva en Grecia Nocheto |
| 61 | 2011 | Cebada y Humo                   | 2 – 0     | La Cachina Amigos Unidos                |                                     |         | |
| 62 | 2012 | Confecciones Yorelly            | –         | Baterías Lato/Los Cachorros             |                                     | 58      | Final no disputada por falta de garantías. Auspiciado por Global TV |
| 63 | 2013 | Mi Barrunto                     | 1 – 0     | Los Cachorros                           |                                     |         | Partido suspendido con el marcador 1 - 0 luego de que jugadores e hinchas de Los Cachorros reclamarán un penal no cobrado por el árbitro.                                  |
| 64 | 2014 | Porvenir Grone                  | 1 – 1     | Mi Barrrunto                            |                                     |         | Partido suspendido luego del empate de Porvenir Grone. Gana por tener menos faltas. Participación de Juan Carlos Guzmán, Roberto Holsen y Miguel Llanos en Porvenir Grone. |
| 65 | 2015 | Sr. Milagros de Apolo           | 0 – 0     | Divino Maestro Cachorro                 |                                     |         | Gana por tener más córneres |
| 66 | 2016 | La Cachina Forever              | 0 – 0     | Purito Barrios Altos                    |                                     |         | Gana por cometer menos faltas |
| 67 | 2017 | Purito Barrios Altos            | 0 – 0     | Deportivo Manzanilla                    |                                     |         | Gana por tener más córneres |
| 68 | 2018 | Cebada y Humo                   | 4 – 0     | Porvenir Grone                          | Los Cachorros                       | 116     | Participación de Amilton Prado en Porvenir Grone. Denominada Copa Daniel Peredo.                                                                                           |
| 69 | 2019 | Cebada y Humo                   | 0 – 0     | Los Cachorros                           | San Cosme Los Íntimos de Atusparia  |         | Gana por cometer menos faltas |
| 2020, 2021: suspendido por la pandemia de COVID-19 en Perú |      |                                 |           |                                         |                                     |         | |
| 70 | 2022 | Íntimos de Atusparia            | 1 – 0     | Cebada y Humo                           | Sport Arellano Sport Chino Yufra    |         | Gana en tiempo extra. |
| 71 | 2023 | El Cartel de Villa              | 2 – 1     | Purito El Porvenir                      | Los Rodríguez de Nocheto Ninguno    |         | |

### Equipos multicampeones
- 8 títulos: Cebada y Humo (1998, 2000, 2005, 2008, 2010, 2011, 2018, 2019)
- 5 títulos: Baterías Huarcaya (1980, 1981, 1982, 1985, 1987)
- 3 títulos: Galaxia Apolo (1976, 1977, 1978),  Junior Import (1992, 1993,[c] 1994[c]), Agustito Emanuel (2001, 2002, 2003)

## Torneo femenino
Jugado desde el año 2018
| Ed.                                                         | Año  | Campeón                | Resultado | Subcampeón       | Semifinalistas | Equipos | Notas extras |
| ----------------------------------------------------------- | ---- | ---------------------- | --------- | ---------------- | -------------- | ------- | ------------ |
| 1                                                           | 2018 | Marte FC               | 2 – 0     | Gijexi FC        |                |         |              |
| 2                                                           | 2019 | Deportivo Canto Grande | 1 – 0     | Electric Service |                |         |              |
| 2020 y 2021: suspendido por la pandemia de COVID-19 en Perú |      |                        |           |                  |                |         |              |
| 2                                                           | 2022 |                        |           |                  |                |         |              |